# Symphurus kyaropterygium
Symphurus kyaropterygium är en fiskart som beskrevs av Menezes och Benvegnú, 1976. Symphurus kyaropterygium ingår i släktet Symphurus och familjen Cynoglossidae. Inga underarter finns listade i Catalogue of Life.